# A Matter of Life and Death
A Matter of Life and Death е 14-ият студиен албум на британската метъл група Айрън Мейдън. Това е първият албум, в почти 30-годишната кариера на Мейдън, който влиза в Топ 10 в американския Билборд и има сериозни постижения и в други страни. Въпреки че не е концептуален албум, войната и религията са основна тема в текстовете и обложката. Това е четвъртият албум на групата, който не е кръстен на песен от албума (предишните са Piece of Mind, The X Factor и Virtual XI), освен това е третият в който басистът Стив Харис участва в написването на всички текстове (предишните два са Killers и Brave New World).
Обложката е нарисувана от Тим Брадстрийт, известен повече с кориците на комиксите за „Наказателя“.
Като добавка към албума излиза и едноименно, едночасово DVD – половин час документално, половин час видео и снимки от записването на албума.

## Състав
- Брус Дикинсън – вокал
- Ейдриън Смит – китара, синтезатор
- Дейв Мъри – китара
- Яник Герс – китара
- Стив Харис – бас, клавишни
- Нико Макбрейн – барабани

## Място в Класациите
№1 – Финландия, Германия, Гърция, Швеция, Чехия, Хърватска, Словения, Полша, Бразилия.
№2 – Канада, Норвегия, Унгария, Колумбия.
№3 – Китай.
№4 – Великобритания, Испания, Индия, Австралия.
№5 – Франция, Ирландия.
№6 – Исландия, Белгия.
№7 – Холандия.
№8 – Дания.
№9 – САЩ.
№10 – Мексико.
№11 – Япония, Португалия.
№12 – Австрия.
№16 – Нова Зеландия.
№1 в Европейската класация,
№4 в световната.